# Ivaté
Ivaté là một đô thị thuộc bang Paraná, Brasil. Đô thị này có diện tích 410,907 km², dân số năm 2007 là 8173 người, mật độ 16,6 người/km².